# Пистойский баптистерий
Пистойский баптистерий (Баптистерий Сан-Джованни-ин-Корте, итал. Battistero di San Giovanni in corte) — отдельно стоящее здание крестильни в центре итальянского города Пистоя, расположен на Соборной площади напротив собора Святого Зенона; посвящён святому Иоанну Крестителю.
Баптистерий построен в XIV веке на месте древней церкви Санта-Мария-ин-Корте, стоявшей здесь ещё со времён Королевства Лангобардов. Считается одним из ярких образцов тосканской готики.
Восьмиугольное в плане здание из красного кирпича под пирамидальным куполом облицовано белым и зелёным мрамором. Фасады завершаются аркатурным фризом, и балюстрадой из витых балясин; столбы, венчающие восемь углов постройки, оканчиваются изящными башенками. Купол коронован парящей на высоте 40 метров резной беседкой восьмиугольного фонаря с золотым шаром и крестом, прикрывающего окулюс и ориентированного по фасадам.
В люнете главного портала — каменные изваяния Богоматери с младенцем, апостола Петра и Иоанна Крестителя; у их подножия рельефная кайма со сценами из жизни святых. Правее главного портала расположена резная кафедра, а венчается он оригинальным треугольным тимпаном с небольшой розой в центре. Боковые порталы подобны главному, но декорированы скромнее.
В строгом интерьере баптистерия, ныне представляющем собой необработанные кирпичные стены, привлекает внимание квадратная мраморная купель с одной большой и четырьмя малыми чашами. При реставрации 1975 года на купели были обнаружены надписи с именем её создателя — Ланфранко да Комо, и датой — 1226 год. Здесь можно также видеть деревянный алтарь XVI века и статую Иоанна Крестителя из каррарского мрамора, выполненную в 1724 году скульптором Андреа Вакка.